# Herre Jesus, kom och döp oss
Herre Jesus, kom och döp oss är en psalm med text och musik skriven av okänd upphovsman.

## Publicerad i
- Segertoner 1988 som nr 374 under rubriken "Fader, son och ande - Anden, vår hjälpare och tröst".[1]